# Sojasun

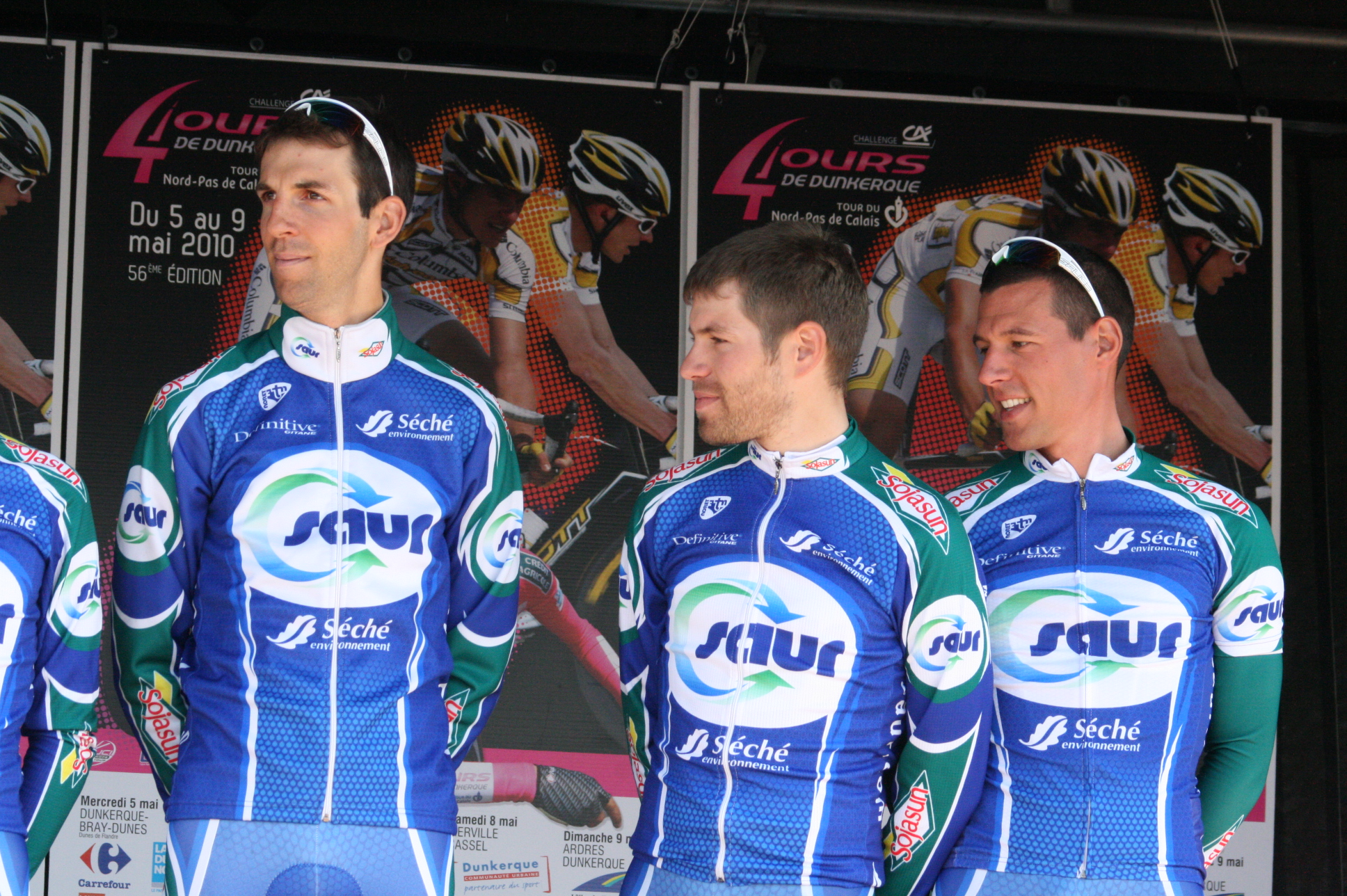
Laurent Mangel, Cyril Lemoine i Stéphane Poulhiès als Quatre dies de Dunkerque 2010

El Sojasun (codi UCI: SOJ) era un equip ciclista francès creat el 2009 i desaparegut el 2013. L'equip estava dirigit per Stéphane Heulot, i des del 2010 tenia la categoria d'equip continental professional. L'equip disputava principalment les proves de l'UCI Europe Tour.

## Història
El projecte de creació d'un equip continental fou fet el 2008 per Stéphane Heulot, llavors director esportiu de l'equip Super Sport 35-AC Noyal-Châtillon. Amb un pressupost d'un milió i mig d'euros, la intenció era poder competir al Tour de França de 2010. Esponsoritzat pel grup Vivarte, propietat de Super Sport, l'equip agafa el nom de Besson Chaussures, una de les altres marques del grup.
Amb un equip format per 13 ciclistes, tots ells francesos, el 2009 aconseguí un total de 23 victòries en les curses del calendari UCI, d'on 10 foren per a Jimmy Casper i 7 per a Jimmy Engoulvent, els dos ciclistes francesos que més victòries aconseguiren aquell any.
El 2010 l'equip passà a anomenar-se Saur-Sojasun, i passà a formar part dels equips continentals professionals. Fitxà a 8 ciclistes més, per formar un grup de 19 corredors. El principal objectiu de l'any era prendre part al Tour de França, però finalment no fou convidat. Finalment aconseguí 26 victòries al calendari de l'UCI Europe Tour.
El 2011 l'equip va estara convidat a prendre part al Tour de França, sent aquesta la primera gran volta en què prenia part.
El 2013, el Grup Saur va deixar el patrocini. El grup Sojasun es va haver d'encarregar de la major part del pressupost. Al no troba un altre patrocinador pel 2014, l'equip va desaparèixer.

## Grans voltes
- Tour de França
  - 3 participacions (2011, 2012, 2013)

## Classificacions UCI
L'equip participa en les proves dels circuits continentals, en particular de l'UCI Europa Tour.
UCI Àsia Tour
| Temporada | Classificació per equips | Millor ciclista en la classificació individual |
| --------- | ------------------------ | ---------------------------------------------- |
| 2010      | 57è                      | Jimmy Casper (297è)                            |

UCI Europa Tour
| Temporada | Classificació per equips | Millor ciclista en la classificació individual |
| --------- | ------------------------ | ---------------------------------------------- |
| 2009      | 8è                       | Jimmy Casper (3r)                              |
| 2010      | 2n                       | Jérôme Coppel (14è)                            |
| 2011      | 4t                       | Julien Simon (27è)                             |
| 2012      | 1r                       | Julien Simon (6è)                              |
| 2013      | 9è                       | Jonathan Hivert (8è)                           |

El 2009 la classificació del ProTour és substituïda pel Calendari mundial UCI que integra equips ProTour i equips continentals professionals
| Temporada | Classificació per equips | Millor ciclista en la classificació individual |
| --------- | ------------------------ | ---------------------------------------------- |
| 2010      | 27è                      | Jérôme Coppel (78è)                            |